# Pierre Dukan
Pierre Dukan (Alger, 8 de juliol de 1941) és un exnutricionista i escriptor jueu francès, creador de la dieta de moda que porta el seu nom, la Dieta Dukan.

## Polèmiques
El juliol de 2011, un tribunal francès va desestimar l'intent de Dukan de demandar al nutricionista rival Jean-Michel Cohen, després que Cohen hagués criticat el mètode de Dukan a la premsa.
El gener de 2012, Dukan va suggerir que l'examen de batxillerat, realitzat a joves de 17 anys, inclogués una prova en la qual els estudiants només podrien passar quedant dins dels límits de pes adequats. Va afrontar una audiència disciplinària en relació amb aquestes declaracions.
El març de 2012, l'Ordre des Médecins va afirmar que havia violat el codi de pràctiques mèdiques de l'organització explotant la medicina com a negoci. El maig de 2012, va ser retirat de l'Ordre des Médecins a petició seva.
El gener de 2014 va ser eliminat del registre mèdic per promoure comercialment la seva dieta.